# Maestro dell'Altare di Aquisgrana

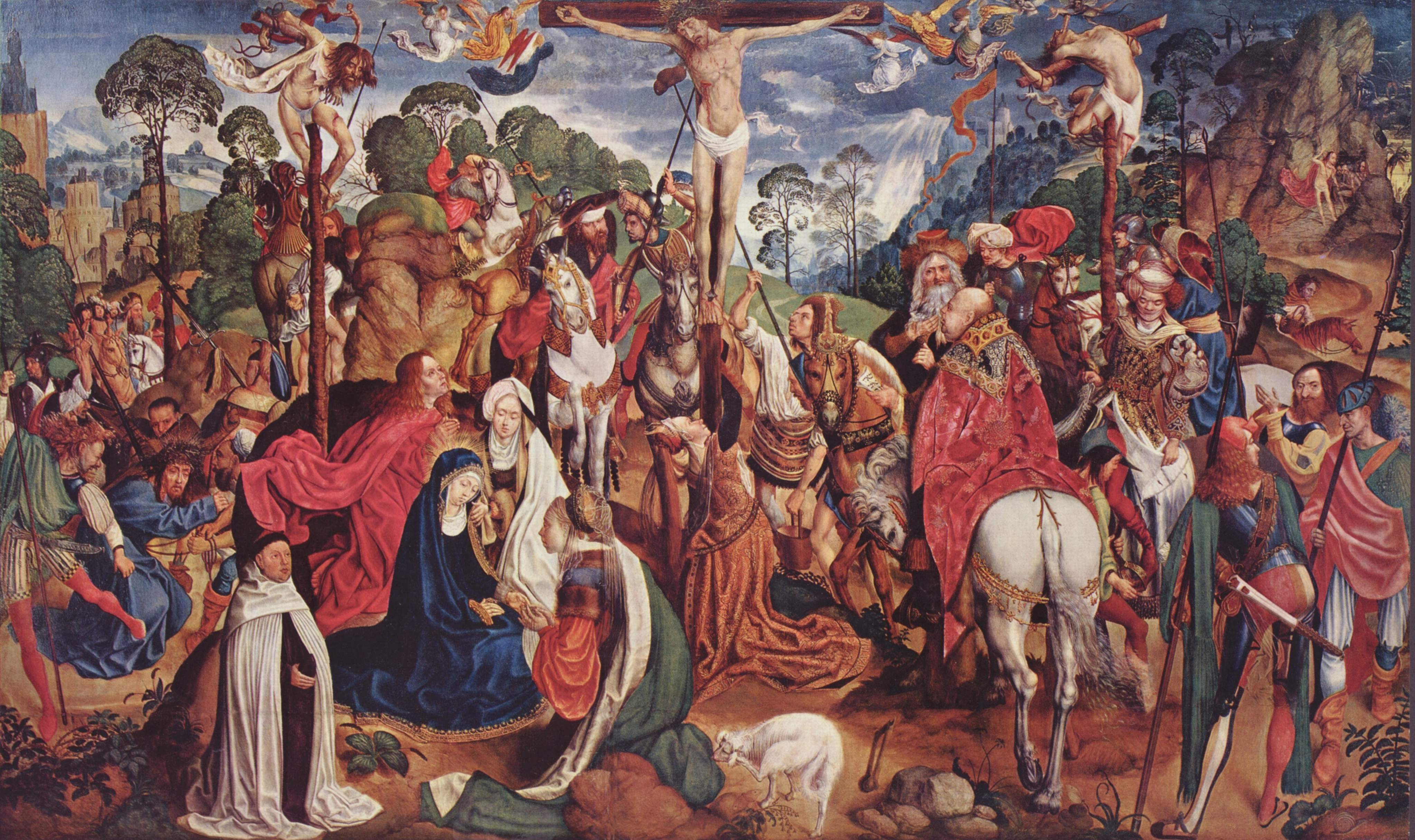
Crocifissione dell'Altare di Aquisgrana

Il Maestro dell'Altare di Aquisgrana, talvolta indicato anche come Maestro della Cappella Hardenrath (fl. XV-XVI secolo), è stato un pittore tedesco attivo a Colonia intorno al 1495-1525.

## Personalità artistica
Prende il nome dall'altare proveniente dalla chiesa dei Carmelitani a Colonia, e ora conservato nel tesoro della cattedrale di Aquisgrana, databile attorno al 1500-10, con sulla tavola centrale la Crocifissione, sulle portelle, a destra il Compianto, a sinistra l'Ecce Homo e sulla faccia esterna, sei Santi. 
Probabilmente formatosi nella bottega del Maestro della Sacra Stirpe, venne influenzato dal Maestro di San Bartolomeo e da Derick Baegert, la sua opera, dal colore luminoso e brillante, annuncia quella di Barthel Bruyn e trova delle affinità con quella di Anton Woensam. Mostra inoltre strette relazioni col Maestro della Leggenda di sant'Orsola e col Maestro di San Severino. I tentativi di identificazione coi nomi di Hermann Soytmann o dell'incisore siglato P. W. non hanno prodotto alcuna prova sostanziale.
Del suo catalogo fanno inoltre parte l'Altare della Passione di Liverpool, l'affresco della cappella Hardenrath della Chiesa di Santa Maria in Campidoglio a Colonia con la Resurrezione di Lazzaro, distrutto durante la seconda guerra mondiale, alcune tavole tra cui la Madonna col Bambino, databile al 1510 circa, dell'Alte Pinakothek di Monaco e tre disegni tra cui l'Adorazione dei Magi del Louvre.
La sua figura è importante nel quadro dell'arte a Colonia, in particolare nella fase transitoria che Max Friedländer ha messo in parallelo al cosiddetto "manierismo di Anversa".